# Buglê
José Alberto Bougleux, mais conhecido como Buglê (São Gotardo, 25 de julho de 1944) é um ex-futebolista brasileiro.

## Carreira
José Alberto morou na cidade natal até a adolescência, quando se mudou com a família para Belo Horizonte. Teve passagem no futsal do Cruzeiro, onde jogou com Tostão e Ronaldo Drummond logo que se mudou com a família para a capital mineira.
Em 1963, foi campeão no juvenil do Atlético-MG, onde profissionalizou-se no mesmo ano, aos dezenove anos. Pelo Alvinegro, realizou 85 partidas e marcou quinze gols. Se destacou ao marcar o primeiro gol da história do Mineirão. Quando marcou o histórico gol, Buglê defendia o Atlético-MG, mas o gol foi marcado com a camisa da Seleção Mineira, em um amistoso contra o River Plate, da Argentina, em 5 de setembro de 1965, aos dois minutos do segundo tempo. O jogo terminou com o placar de 1 a 0.
Foi emprestado mais tarde ao Santos, em 1967, sendo posteriormente vendido ao Vasco da Gama no ano seguinte. Entretanto, sua família não se adaptou ao Rio de Janeiro, e ele pediu à diretoria do Vasco que o liberasse para voltar ao Santos, que estaria disposto a pagar duzentos mil cruzeiros novos, mais um jogador, pelo seu passe, porém continuou no Vasco até meados de 1974, onde depois comprou seu próprio passe e fazendo ainda parte inicial do elenco campeão brasileiro de 1974.
Buglê jogou profissionalmente até 1976. Atuou também no América-MG, no Atlético de Madri, da Espanha, e no Sporting, de Portugal.
Em 2010, o ex-jogador teve os pés marcados na Calçada da Fama do Mineirão.
Atualmente, mora em Brasília e sofre com o Mal de Alzheimer desde 2014.

## Títulos
Atlético-MG
- Campeonato Mineiro: 1963

Santos
- Campeonato Paulista: 1967[15][17]

Vasco da Gama
- Campeonato Carioca: 1970[18]
- Campeonato Brasileiro: 1974
- Taça José de Albuquerque: 1972
- Torneio Quadrangular do Rio de Janeiro: 1973
- Torneio Erasmo Martins Pedro: 1973[19]
- Troféu Pedro Novaes: 1973